# Crepidium
Crepidium is een geslacht van bijna driehonderd soorten orchideeën uit de onderfamilie Epidendroideae. Het is afgescheiden van het geslacht Malaxis.
Het zijn terrestrische planten met een weinig opvallende bloeiwijze uit schaduwrijke bossen van India, Zuidoost-Azië en het Australaziatisch gebied.

## Naamgeving enetymologie
- Synoniem: Malaxis Sol. ex Sw. (1788)

De botanische naam Crepidium is afgeleid van het Oudgriekse κρεμάστρα, kremastra (bloemstengel), naar het opvallend gesteelde vruchtbeginsel.

## Kenmerken
Crepidium-soorten zijn kleine tot middelgrote, terrestrische planten met slanke, cilindervormige pseudobulben, die volledig zijn omgeven door de bladvoet en -schede van ovale tot breed ovale bladeren met een eindstandige, langgerekte, kegelvormige veelbloemige tros met tientallen kleine bloempjes.
De bloemen zijn niet-geresupineerde en hebben vrijstaande, uitgespreide, ovale kelkbladen en veel smallere kroonbladen en een drielobbige, bijna ronde bloemlip, met aan de basis twee lobben die zich achterwaarts langs beide zijden van het gynostemium uitstrekken. Het gynostemium draagt twee wijd gespreide staminodia.

## Taxonomie
Crepidium werd oorspronkelijk beschreven door Blume in 1825. Het is lange tijd opgenomen geweest in het zustergeslacht Malaxis en de sect. Crepidium. Het werd in 1995 door Szlachetko opnieuw als geslacht geaccepteerd, alhoewel andere botanici het nog steeds bij één geslacht houden.
Het geslacht zou ongeveer driehonderd soorten tellen. De typesoort is Crepidium rheedii.